# Shakermaker
"Shakermaker" é uma canção da banda britânica Oasis. É a segunda faixa como também o segundo single do álbum Definitely Maybe, sendo lançado como single em 13 de junho de 1994.
Alcançou a #11 posição em 2 de julho de 1994 no Reino Unido, permanecendo nas paradas durante quinze semanas.

## Faixas
| N.º | Título                        | Duração |  |
| 1.  | "Shakermaker"                 | 5:10    |  |
| 2.  | "D'yer Wanna Be a Spaceman ?" | 2:41    |  |
| 3.  | "Alive"                       | 3:56    |  |

## Paradas e posições
| País/Parada (1994)               | Melhor posição |
| -------------------------------- | -------------- |
| Europa (Eurochart Hot 100)       | 45             |
| Escócia (Scottish Singles Chart) | 6              |
| Reino Unido (UK Singles Chart)   | 11             |